# 앨리슨 밀러
앨리슨 밀러(Allison Miller, 1985년 9월 2일 ~ )는 미국의 배우이다. 그녀는 NBC의 드라마 《킹스》에서 미셸 벤자민으로 분한 것으로 유명하다. Fox의 드라마 《테라 노바》에서는 스카이 테이트 역을 맡았다. 밀러는 현재 Syfy의 드라마 《인코퍼레이티드》에서 로라 로우슨 역을 맡아 분하고 있다,

## 어린 시절
밀러는 이탈리아 로마에서 미국인 부모님인 마고와 존 윈 밀러 사이의 딸로 태어났다.

## 출연 작품
- 17 어게인 (2009) - 스칼렛 오도넬 역 (10대)
- 인코퍼레이드 (2016)